# سامح زينهم عبد الجواد
سامح زينهم عبد الجواد هو كاتب مصري. يعمل عبد الجواد كأستاذ لعلم المعلومات  بجامعة بنها، وهو رئيس قسم المكتبات والمعلومات بكلية الآداب بالجامعة. حصل عبد الجواد على الدكتوراه في الآداب من جامعة المنوفية سنة 2006 في الذكاء الاصطناعي . بالإضافة إلى ذلك، عمل عبد الجواد مشرفا عاما على وكالة الدراسات العليا والبحث العلمى بكلية الاداب والتربية ومديرًا لوحدة المناهج الدراسية بجامعة تبوك بالسعودية. لديه العديد من الأبحاث والكتب المنشورة حول تكنولوجيا المعلومات.

## المؤلفات والمنشورات
- نظم المكتبات المتكاملة "مواصفات ومعايير الصناعية القياسية"، دار الثقافة العلمية.[3]
- المكتبات والأرشيفات الرقمية؛ التخطيط والبناء والإدارة، دار الكتاب الحديث، 2006.[4]
- نظم المكتبات المتكاملة؛ مواصفات ومعايير الصناعة القياسية (2007)[5]
- البرامج الوكيلة الذكية "البحث والتسوق الذكى على شبكة الإنترنت"، دار الكتاب الحديث، 2008.[6][7]
- الميتاداتا والحفظ الرقمى "التاريخ والنظرية والممارسة"، دار الكتاب الحديث، 2011.[8]
- نظم المكتبات المتكاملة: الاتجاهات والتكنولوجيات الحديثة (2014)[9]
- الإتاحة الحرة للمعلومات في البيئة الاكاديمية: دليل المكتبات والجامعات والباحثين والناشرين، دار الكتاب الحديث، يناير 2015.[10]
- المستودعات الرقمية: استراتيجيات البناء والإدارة والتسويق والحفظ (2016)[11]
- وسائل التواصل الاجتماعى والجيل الثانى للمكتبات (2017)[12]
- تطبيقات الجيل الثاني للويب في مجال التعليم الإلكتروني بجامعة تبوك : دراسة حالة، المجلة الدولية لعلوم المكتبات والمعلومات (2017)[13]
- البودكاست والمدونات في المكتبات ومراكز المعلومات ... التخطيط والإنتاج والتسويق، دار الكتاب الحديث، 2018.[14]
- وسائل التواصل الإجتماعى والجيل الثانى للمكتبات "النظريات والتطبيقات"، دار الكتاب الحديث، 2018.[15][16]
- الجيل الثاني للتعلم الإلكتروني "النظريات والتقنيات والتطبيقات"، الدار العالمية للنشر والتوزيع، 2020.[17]

## وصلات خارجية
- قائمة بأعماله في اتحاد مكتبات الجامعات المصرية
- قائمة أعماله في موقع أرشيف الإسلام